# 濱田重工
濱田重工株式会社（はまだじゅうこう）は、福岡県北九州市戸畑区に本社を置く企業である。

## 概要
日本製鉄の協力会社。鉄鋼事業、エンジニアリング事業、半導体関連事業が事業の3つの柱である。
1898年（明治31年）5月、濱田米次郎が個人組織として濱田組を創業、官営八幡製鐵所の建設工事に従事。その後、製鉄所内における製鉄工程の一部を請負い、各種スラグ処理などのリサイクル処理も行なっている。さらに鉄鋼事業から派生した、設備エンジニアリングや製鉄・化学プラントをはじめとする設備メンテナンスなどの技術を、エンジニアリング事業として事業を拡大。近年ではこれらの技術力を生かし、半導体関連事業（シリコンウェハーの再生加工･販売）に進出している。
また、建設業、自動車や建設機械の整備･販売業も行なっている。

## 主な取引先(五十音順)
大阪製鐵株式会社、株式会社常磐エンジニアリング、株式会社三井Ｅ＆Ｓマシナリー、北九州市、JFEスチール株式会社、スチールプランテック株式会社、日鉄エンジニアリング株式会社、日鉄ステンレス株式会社、日鉄鉱業株式会社、日本製鉄株式会社、中央工機産業株式会社、三菱ケミカルエンジニアリング株式会社、三菱重工機械システム株式会社、キオクシア株式会社、ソニーセミコンダクタマニュファクチャリング株式会社、東芝デバイス＆ストレージ株式会社、パナソニック･タワージャズ セミコンダクター株式会社、ルネサスエレクトロニクス株式会社、ローム株式会社、GLOBALFOUNDRIES Inc.、Micron Technology, Inc.、United Microelectronics Corp.、日本ケミコン株式会社

## 事業所
- 本社 - 福岡県北九州市戸畑区牧山1丁目1番36号
- 八幡支店 - 福岡県北九州市戸畑区
- 光支店 - 山口県光市
- 大阪支店 - 大阪府堺市堺区
- 君津支店 - 千葉県君津市
- 大分支店 - 大分県大分市
- 産機事業部 - 福岡県北九州市門司区
- オートライフセンター - 福岡県北九州市八幡西区
- シリコンウエハー事業部 - 熊本県菊池郡大津町

## 沿革
- 1898年（明治31年）5月 - 個人組織により創業。
- 1950年（昭和25年）6月 - 法人組織「株式会社濱田組」に改組。
- 1969年（昭和44年）2月 - 現社名に変更。
- 1978年（昭和53年）6月 - 本社を北九州市戸畑区に移転。
- 1995年（平成7年）9月 - 本社営業部を東京に移転、シリコンウエハー事業部に台湾営業所を開設。
- 1996年（平成8年）3月 - マレーシア・クダ州にHAMADATEC SDN. BHD.を設立。

## 関連会社
- 高千穂商興株式会社
- 株式会社エム･エス･シー
- テンライ開発株式会社
- 豊山株式会社
- 曽根オートライフセンター株式会社
- アイコムソフト株式会社